# Serrat del Castell (Tavèrnoles)
|  | Aquest article tracta sobre una muntanya de Tavèrnoles (Osona). Vegeu-ne altres significats a «Serrat del Castell». |

El Serrat del Castell  és una muntanya de 681 metres que es troba al municipi de Tavèrnoles, a la comarca catalana d'Osona.